# Деніс Сміт (футболіст, 1947)
Деніс Сміт (англ. Denis Smith, нар. 19 листопада 1947) — англійський футболіст, що грав на позиції захисника. По завершенні ігрової кар'єри — тренер. Він провів 531 матч як гравець у всіх змаганнях за 15 сезонів, а також керував командами як тренер у 1195 іграх.

## Ігрова кар'єра
Народився в Мейрі, Сток-он-Трент і приєднався до академії місцевого клубу «Сток Сіті» у 1964 році. Дебютував у першій команди у вересні 1968 року. З наступного сезону став основним гравцем команди, граючи у центрі захисту в парі з Аланом Блуром протягом більшої частини своєї кар'єри. В цей час «Сток Сіті» переживав один з найуспішніших періодів своєї історії, вигравши Кубок Ліги у 1972 році, а в 1971 та 1972 роках клуб доходив до півфіналу Кубку Англії, після чого в сезонах 1973/74 і 1974/75 роках займали високе п'яте місце в чемпіонаті.
Його хоробрість як гравця означала, що він також ввійшов до Книги рекордів Гіннеса як найбільш постраждалий гравець у футболі — за час ігрової кар'єри він зазнав п'ять переломів ніг, чотири переломи носу, тріщину щиколотки, перелом ключиці, травму хребта, переломи більшості пальців на руках і ногах, а також понад 200 накладених швів.
Хоча він не зміг повністю відновитись після того, як в березні 1975 року він вп'яте отримав травму ноги. Тим не менш Сміту вдалося повернутись у великий футбол і допомогти «Стоку» завоювати право повернутись до Першого дивізіону за результатами сезону 1978/79 роках.
Він пропустив весь сезон 1980/81 через травми і залишив клуб у травні 1982 року, виступаючи до того частину попереднього сезону у клубі Четвертого дивізіону «Йорк Сіті». Загалом, Сміт провів 493 матчі за «Сток», клубний рекорд для центрального захисника.

## Кар'єра тренера
У травні 1982 року Сміт підписав повноцінний контракт з «Йорк Сіті», ставши граючим тренером команди. У 1983/84 роках Сміт з командою виграв Четвертий дивізіон і підвищився у класі, де продовжив тренувати команду до кінця сезону 1986/87, за результатами якого його клуб зайняв низьке 20 місце.
У травні 1987 року Деніс був призначений менеджером «Сандерленда», який саме вилетів у Третій дивізіон, вперше у своїй історії. З першої ж спроби Сміт виграв Третій дивізіон з рекордним 101 балом та підвищився назад у класі, а у 1990 році вивів «чорних котів» у елітний англійський дивізіон.
У Першому дивізіоні клуб до останнього туру боровся за право збереження прописки, проте в останній грі сезону «Сандерленд» поступився «Манчестер Сіті» (2:3) та понизився у класі. Незважаючи на це Сміт залишився у команді, яка змушена була значно заощаджувати гроші через будівництво «Стадіону Світла». Через це результати команди були невдалими і Сміт був звільнений з посади 30 грудня 1991 року, коли «Сандерленд» опустився на 17 місце Другого дивізіону. Його колишній асистент Малкольм Кросбі очолив «Сандерленд» і довів до фіналу Кубка Англії 1992 року, в якому програв «Ліверпулю» (0:2).
Сміт був без роботи протягом дев'яти тижнів, перш ніж 9 березня 1992 року зайняв посаду менеджера клубу Другого дивізіону «Бристоль Сіті». Деніс запросив до команди молодих нападників Енді Коула та Даріуша Дзекановського, за допомогою яких зумів врятуватись від вильоту. У наступному сезоні команда виступала не так вдало і Деніс був звільнений з посади 21 січня 1993 року після 10 матчів без перемог.
10 вересня 1993 року Сміт очолив «Оксфорд Юнайтед» з другого за рівнем дивізіону Англії. За результатами першого ж сезону клуб понизився у класі, але 1996 року зумів повернутись у Перший дивізіон. У сезоні 1996/97 у клубу почались серйозні фінансові проблеми, пов'язані з будівництвом нового стадіону «Кассам Стедіум», через що клубний борг досяг 13 мільйонів фунтів стерлінгів. «Оксфорд» закінчив сезон на 17 місці, але фінансове становище клубу ставало дедалі похмурішим. Було продано багато гравців, а потім і сам Сміт покинув клуб у грудні 1997 року по ходу сезону 1997/98, коли його команда займала 16-те місце.
24 грудня 1997 року Сміт підписав трирічний контракт з іншим клубом другого за рівнем англійського дивізіону «Вест-Бромвіч Альбіон», за що «Оксфорд» отримав близько 100 000 фунтів стерлінгів компенсації. Перший сезон Сміт закінчив на 10 місці, після чого провів кілька придбань, але гравцем, який зробив найбільший вплив на «Вест Бром», був молодий нападник Лі Г'юз, який був підписаний ще до прибуття Сміта, але саме при ньому дебютував за команду. «Вест Бром» прекрасно розпочав новий сезон, але спад у формі в березні 1999 року опустив команду на 12-те місце. Сміт був звільнений 27 липня 1999 року, лише за тиждень до початку сезону 1999/00.
3 лютого 2000 року Сміт повернувся до роботи з «Оксфорд Юнайтед», вдруге в своїй кар'єрі, коли клуб перебував на 21-й позиції у третьому за півнем дивізіоні країни. Сміт зумів покращити гру команди і закінчити сезон 1999/00 на 20-му місці, одним місцем вище зони вильоту. Сміт пішов у відставку 2 жовтня 2000 року після жахливого початку сезону 2000/01, який закінчився для «Оксфорда» останнім місцем. Тим не менш Сміт продовжував працювати у клубі скаутом під керівництвом Дейва Кемпа, а потім і Марка Райта.
Сміт повернувся до тренерської роботи 8 жовтня 2001 року, очоливши «Рексем», що йшов тоді на 23 місці у третьому за рівнем дивізіоні Англії. Денісу не вдалося виправити ситуацію і команда так і залишилась на цьому місці до кінця сезону та понизилась у класі. Наступного сезону з першої спроби клуб вдалося повернути Другий дивізіон, який з наступного року після реорганізації став називатись Першою лігою. Проте команда продовжувала боротись з фінансовими проблемами. 3 грудня 2004 року клуб рішенням суду був поставлений під зовнішнє управління, що стало результатом виявлених боргів у розмірі 2.6 мільйонів фунтів. «Рексем» став першим клубом Футбольної Ліги, який був оштрафований на 10 очок, що у результаті привело до вильоту в Другу лігу. Незважаючи на це «Рексему» вдалося здобути перемогу в розіграші Трофею Футбольної Ліги 2004/05, перегравши у вирішальному матчі «Саутенд Юнайтед» 2:0 в додатковий час. В подальшому продовжив працювати з клубом у четвертому за рівнем дивізіоні Англії. Сміт був звільнений з посади 11 січня 2007 року. Він став лише одним з 24 чоловік, який керував у понад 1000 професійних матчах англійського футболу.

## Статистика

### Гравця
| Клуб          | Сезон   | Ліга               | Ліга | Ліга  | Кубок Англії | Кубок Англії | Кубок ліги | Кубок ліги | Інше | Інше  | Всього | Всього |
| Клуб          | Сезон   | Дивізіон           | Ігор | Голів | Ігор         | Голів        | Ігор       | Голів      | Ігор | Голів | Ігор   | Голів  |
| ------------- | ------- | ------------------ | ---- | ----- | ------------ | ------------ | ---------- | ---------- | ---- | ----- | ------ | ------ |
| «Сток Сіті»   | 1968–69 | Перший дивізіон    | 14   | 0     | 0            | 0            | 0          | 0          | —    | —     | 14     | 0      |
| «Сток Сіті»   | 1969–70 | Перший дивізіон    | 40   | 4     | 3            | 0            | 1          | 0          | —    | —     | 44     | 4      |
| «Сток Сіті»   | 1970–71 | Перший дивізіон    | 36   | 0     | 8            | 2            | 2          | 0          | 6    | 1     | 52     | 3      |
| «Сток Сіті»   | 1971–72 | Перший дивізіон    | 28   | 5     | 9            | 1            | 9          | 2          | 8    | 2     | 54     | 10     |
| «Сток Сіті»   | 1972–73 | Перший дивізіон    | 39   | 4     | 1            | 0            | 2          | 0          | 2    | 0     | 44     | 4      |
| «Сток Сіті»   | 1973–74 | Перший дивізіон    | 41   | 4     | 1            | 0            | 3          | 1          | 5    | 0     | 50     | 5      |
| «Сток Сіті»   | 1974–75 | Перший дивізіон    | 30   | 2     | 1            | 0            | 5          | 1          | 2    | 1     | 38     | 4      |
| «Сток Сіті»   | 1975–76 | Перший дивізіон    | 19   | 3     | 3            | 1            | 0          | 0          | —    | —     | 22     | 4      |
| «Сток Сіті»   | 1976–77 | Перший дивізіон    | 30   | 2     | 1            | 0            | 0          | 0          | —    | —     | 31     | 2      |
| «Сток Сіті»   | 1977–78 | Другий дивізіон    | 41   | 1     | 0            | 0            | 1          | 0          | —    | —     | 42     | 1      |
| «Сток Сіті»   | 1978–79 | Другий дивізіон    | 38   | 2     | 1            | 0            | 5          | 0          | —    | —     | 44     | 2      |
| «Сток Сіті»   | 1979–80 | Перший дивізіон    | 34   | 2     | 1            | 0            | 4          | 1          | —    | —     | 39     | 3      |
| «Сток Сіті»   | 1980–81 | Перший дивізіон    | 0    | 0     | 0            | 0            | 0          | 0          | —    | —     | 0      | 0      |
| «Сток Сіті»   | 1981–82 | Перший дивізіон    | 17   | 0     | 0            | 0            | 2          | 0          | —    | —     | 19     | 0      |
| «Сток Сіті»   | Всього  | Всього             | 407  | 29    | 29           | 4            | 34         | 5          | 23   | 4     | 493    | 42     |
| → «Йорк Сіті» | 1981–82 | Четвертий дивізіон | 7    | 1     | —            | —            | —          | —          | —    | —     | 7      | 1      |
| «Йорк Сіті»   | 1982–83 | Четвертий дивізіон | 30   | 4     | 4            | 0            | 2          | 0          | —    | —     | 36     | 4      |
| «Йорк Сіті»   | Всього  | Всього             | 37   | 5     | 4            | 0            | 2          | 0          | —    | —     | 43     | 5      |
| Загалом       | Загалом | Загалом            | 444  | 34    | 33           | 4            | 36         | 5          | 23   | 4     | 536    | 47     |

1. ↑  2 матчі у Кубку Texaco, 4 матчі і 1 гол у Англо-італійському кубку
2. ↑  4 матчі і 2 голи у Кубку Texaco, 4 матчі у Англо-італійському кубку
3. 1 2  Ігри у Кубку УЄФА
4. ↑  3 матчі у Кубку Вотні і 2 матчі у Кубку Texaco

### Тренера
| Клуб                   | З               | По             | Результат | Результат | Результат | Результат | Результат | Прим.        |
| Клуб                   | З               | По             | P         | W         | D         | L         | Win %     | Прим.        |
| ---------------------- | --------------- | -------------- | --------- | --------- | --------- | --------- | --------- | ------------ |
| «Йорк Сіті»            | травень 1982    | 31 травня 1987 | 279       | 128       | 64        | 87        | 45,9      | [ 30 ]       |
| «Сандерленд»           | 31 травня 1987  | 30 грудня 1991 | 238       | 91        | 64        | 83        | 38,2      | [ 31 ]       |
| «Бристоль Сіті»        | 9 березня 1992  | 21 січня 1993  | 49        | 15        | 11        | 23        | 30,6      | [ 7 ] [ 32 ] |
| «Оксфорд Юнайтед»      | 10 вересня 1993 | 24 грудня 1997 | 247       | 99        | 60        | 88        | 40,1      | [ 33 ]       |
| «Вест-Бромвіч Альбіон» | 24 грудня 1997  | 27 липня 1999  | 74        | 22        | 20        | 32        | 29,7      | [ 8 ] [ 34 ] |
| «Оксфорд Юнайтед»      | 3 лютого 2000   | 2 жовтня 2000  | 30        | 8         | 3         | 19        | 26,7      | [ 35 ]       |
| «Рексем»               | 8 жовтня 2001   | 11 січня 2007  | 278       | 101       | 68        | 109       | 36,3      | [ 35 ]       |
| Всього                 | Всього          | Всього         | 1195      | 464       | 290       | 441       | 38,8      | —            |

## Досягнення
«Сток Сіті»
- Володар Кубка Футбольної ліги: 1971-72
- Володар Кубка Вотні: 1973-74

«Йорк Сіті»
- Переможець Четвертого дивізіону: 1983-84

«Сандерленд»
- Переможець Третього дивізіону: 1987–88

«Рексем»
- Володар Трофею Футбольної Ліги: 2004–05

Індивідуальні
- Тренер року Третього дивізіону: 2002–03
- Тренер місяця Третього дивізіону: вересень 2002, квітень 2003[36]
- Тренер місяця Четвертого дивізіону: березень 1984

## Особисте життя
Дружина Кейт, з якою одружився у жовтні 1967 року. Їх перша дитина Пол народилася в квітні 1969 року і була названий на честь товариша по команді Пола Шардлоу, який помер в результаті серцевого нападу на тренувальному майданчику у віці 25 років за 6 місяців до цього. У них були ще двоє дітей: Беккі і Том (нар. 1978).
Сміт опублікував свою автобіографію «Just One of Seven» у листопаді 2008 року.